# Shōnen (film)
Pour les articles homonymes, voir Shōnen (homonymie).
Pour plus de détails, voir Fiche technique et Distribution.
Shōnen (娼年) est un film japonais réalisé par Daisuke Miura (ja), sorti en 2018.

## Synopsis
Ryo Morinaka, un jeune étudiant qui travaille dans un bar à temps partiel, est recruté comme escort boy pour femmes dans le bar à hôtes de Mme Shizuka.

## Fiche technique
- Titre : Shōnen
- Titre original : 娼年
- Titre anglais : Call Boy
- Réalisation : Daisuke Miura (ja)
- Scénario : Daisuke Miura d'après sa pièce de théâtre de 2016, elle même adaptée du roman Call Boy d'Ira Ishida[1]
- Musique : Yoshihiro Hanno (ja)
- Photographie : Jam Eh-I
- Montage : Zensuke Hori
- Production : Satoshi Matsui (producteur délégué)
- Société de production : Fuji Television Network, Horipro et Kyodo Television
- Pays de production :  Japon
- Langue originale : japonais
- Genre : Drame et érotique
- Durée : 119 minutes[2]
- Dates de sortie : 
  - Japon : 6 avril 2018[2]

## Distribution
- Tōri Matsuzaka : Ryo Morinaka
- Sei Matobu : Shizuka Mido
- Ami Tomite : Sakura
- Kenta Izuka : Higashi Hirado
- Yū Koyanagi : Shin'ya Tajima
- Yuki Sakurai : Megumi
- Tokuma Nishioka : Izumikawa
- Kokone Sasaki : Kiko
- Mai Ōtani : Hiromi
- Erika Mabuchi : Itsuki
- Yuri Ogino : la cliente femme au foyer de Ryo
- Kyōko Enami : la cliente de 70 ans de Ryo
- Ruri Shinato : la femme gyaru

## Distinctions
Sauf indication contraire, les informations mentionnées dans cette section peuvent être confirmées par la base de données cinématographiques IMDb,  présente dans la section « Liens externes ».

### Récompenses
- 2018 : Nikkan Sports Film Award du meilleur acteur pour Tōri Matsuzaka[3]
- 2018 : Tama Cinema Award du meilleur acteur pour Tōri Matsuzaka